# Порівняння путінізму та фашизму

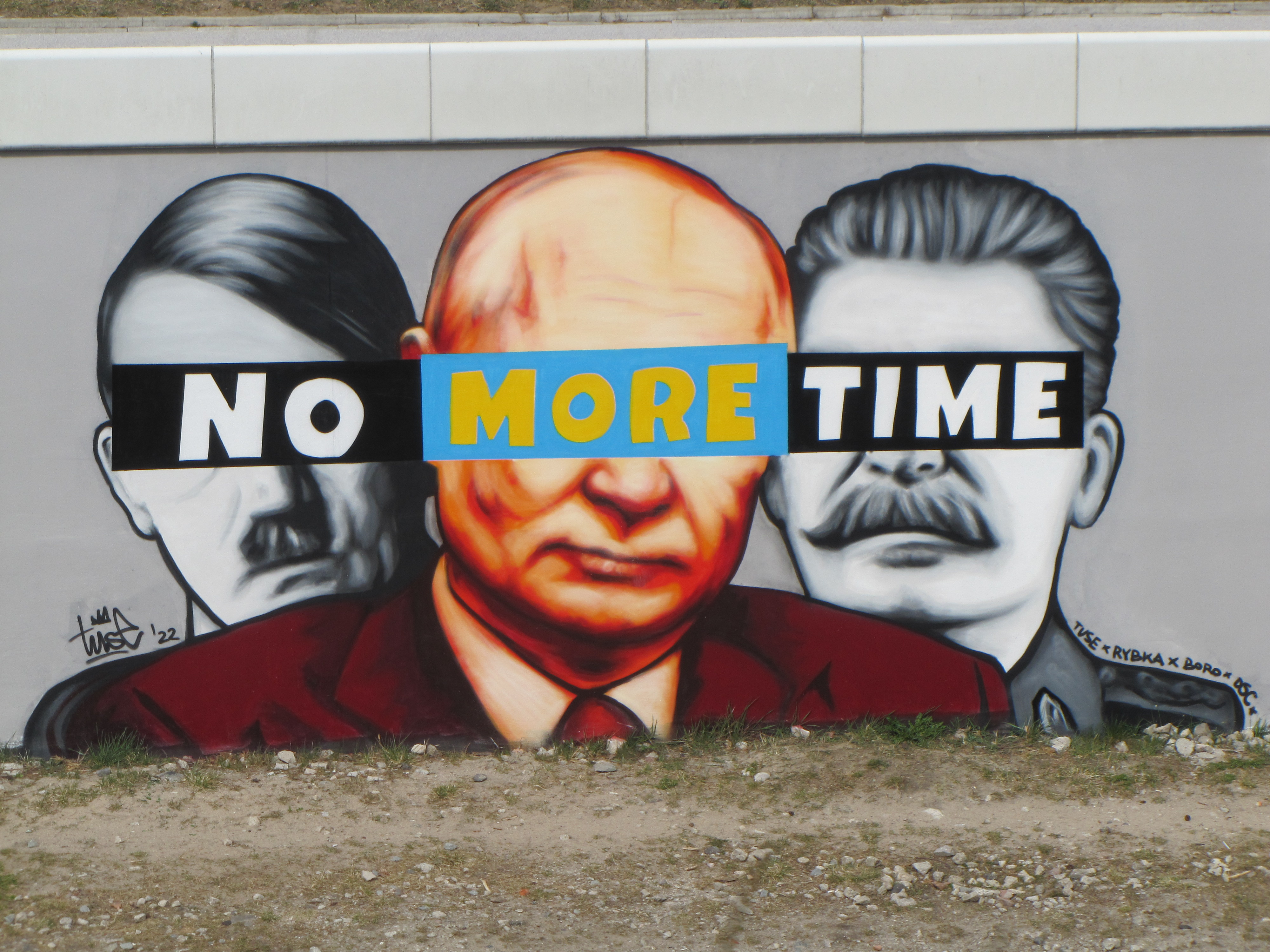
Мурал «Ніколи знову»

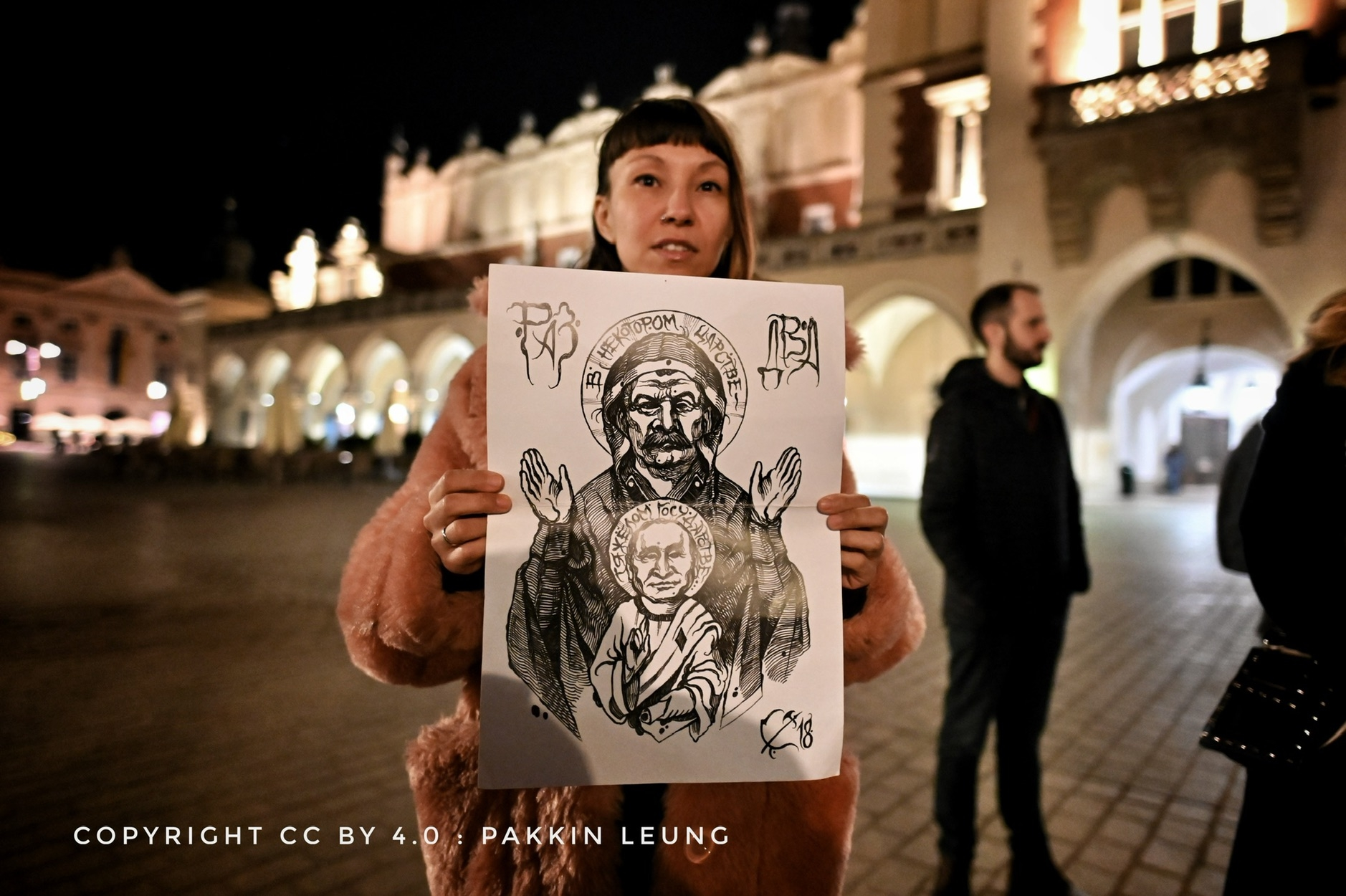
Путін — виплодок Сталіну. Демонстрація у Кракові

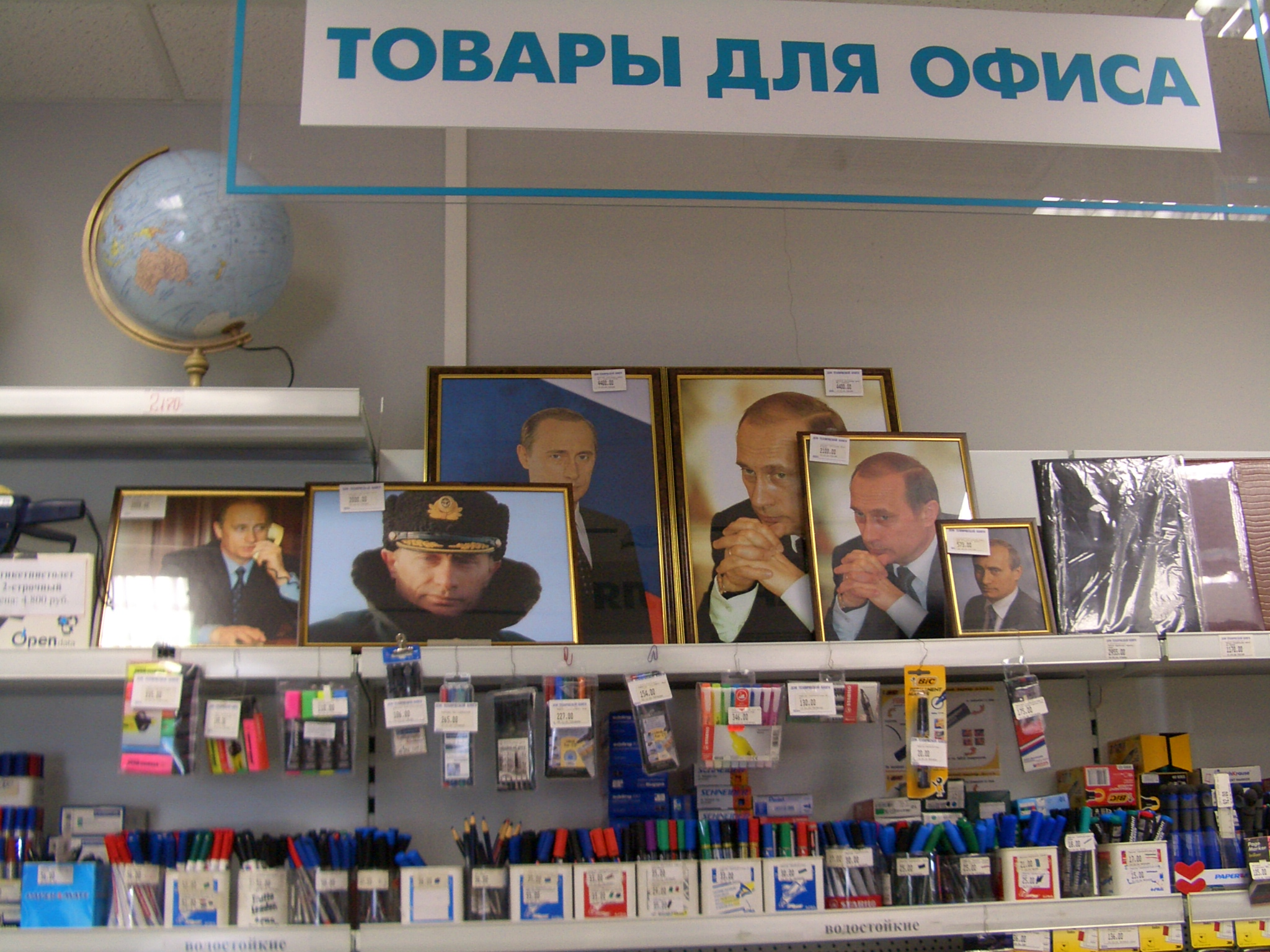
Портрети Путіна у відділі канцелярських товарів, 2006 рік

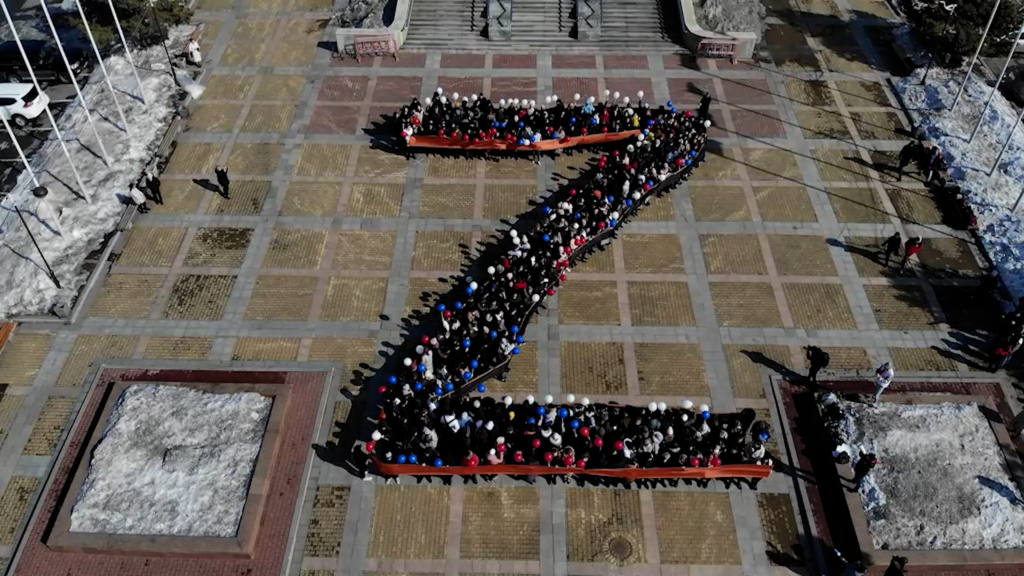
Флешмоб «Своїх не кидаємо», проведений у Хабаровську у березні 2022 року. Учасники акції вишикувалися у вигляді літери Z — символу російського вторгнення в Україну.

Починаючи з кінця 1990-х років серед дослідників і політиків по всьому світу точаться дебати про те, чи є режим Володимира Путіна, також відомий як путінізм, фашистським. Суперечки ускладнюються тим, що досі немає єдиного загальноприйнятого визначення фашизму.

## Передісторія
У 1998 році професор політології Каліфорнійського університету в Берклі та один із провідних світових дослідників фашизму та марксизму Ентоні Джеймс Ґреґор опублікував порівняльне дослідження італійського фашизму та «нового націоналізму, що виник у пострадянській Росії». Ґреґор вказав на близьку подібність двох режимів і роль КПРФ і ЛДПР у закріпленні основи правого радикалізму країни.

## Правління Володимира Путіна
У 2004 році колишній Радник президента США з національної безпеки Збіґнєв Бжезінський заявив, що путінський режим починає нагадувати фашизм Беніто Муссоліні, у 2005-му про це заявив Директор Центральної розвідки Джеймс Вулсі, а також колишній держсекретар США Гілларі Клінтон. Починаючи з 2000-х про існуючі в Росії ознаки фашистського режиму заявляли і знамениті вчені, включаючи Тімоті Снайдера, Олександра Мотиля, Владислава Іноземцева. На думку останнього, Росію більше не можна вважати неліберальною демократією, як Угорщину та Польщу. У 2017 році відзначається можливість трансформації Росії у фашистську державу. Зазначається, що фашизація відбувається як згори — як корпоративізації влади — і знизу — зі зростанням ксенофобії.
Прибічники використання терміна «російський фашизм» стосовно путінському режиму вказують на присутності в Росії характерних для класичного фашизму рис: наявність харизматичного диктатора та присутність культу особистості, гіпернаціоналізм, культ насильства, масове залучення молоді, високий рівень репресій, потужна пропагандистська машина, наявність реваншизму та радикального консерватизму. Вони також вказують на те, що в країні практично відсутні всі демократичні інституції, а вибори не є вільними, ані справедливими. При цьому видно явне верховенство партії Єдина Росія і переслідування опозиціонерів при повному знищенні свободи слова і зборів. Професор Єльського університету Тімоті Снайдер у своїй книзі «Дорога до несвободи» також вказав на присутність у країні характерного для фашизму культу мертвих, який у російському контексті пов'язаний із святкуваннями перемоги у Другій світовій війні.
Одним із найпопулярніших «тестів на фашизм» є 14 ознак, виділених письменником Умберто Еко у доповіді «Вічний фашизм» (англ. Eternal Fascism), зачитаному на симпозіумі на честь 50-річчя визволення Європи в Колумбійському університеті. Серед цих ознак: культ традиції, культ ірраціонального, ксенофобія, ідея аристократичної обраності, культ кількості на шкоду якості (маси — на шкоду одиниці), неможливість критики влади, наявність у суспільстві індивідуальної чи соціальної фрустрації, елітаризм, культ мужности, переслідування неконформістських сексуальних практик, використання новомови. Дотримуючись цього визначення, ряд інтелектуалів і журналістів вважає, що Росія за путінського правління є фашистською державою з формованим культом особистості Путіна. На позначення сучасної російської ідеології використовують термін "Рашизм", що поєднує ідею класичного фашизму з російським світом.
Журналісти Vox Ukraine також вказали на присутність у Росії символів, аналогічних свастиці (таких, як латинська літера Z), здійснення геноциду інших національностей (у тому числі в Маріуполі та Бучі), ігнорування міжнародного законодавства, тотальний контроль над медіа та всевладдя правоохоронних служб. Опублікована в The Guardian стаття також вказала на присутній у Росії антисемітизм.
Вважається, що улюбленим філософом Володимира Путіна є Іван Ільїн — один із засновників так званого «російського християнського фашизму». Путін неодноразово зазначав, що часто перечитує працю Ільїна «Що обіцяє світові розчленування Росії» . Він також цитував його роботи у своїх виступах — у 2005, 2006, 2012, 2013 та 2014 роках. Ільїна цитували або згадували Дмитро Медведєв, Сергій Лавров, патріарх Кирило, лідери партії «Єдина Росія», Владислав Сурков. При цьому Путін брав участь у перепохованні останків Ільїна в Росії і навіть особисто приїхав на освячення могили. Серед інших улюблених філософів Путіна — консерватор Микола Бердяєв.

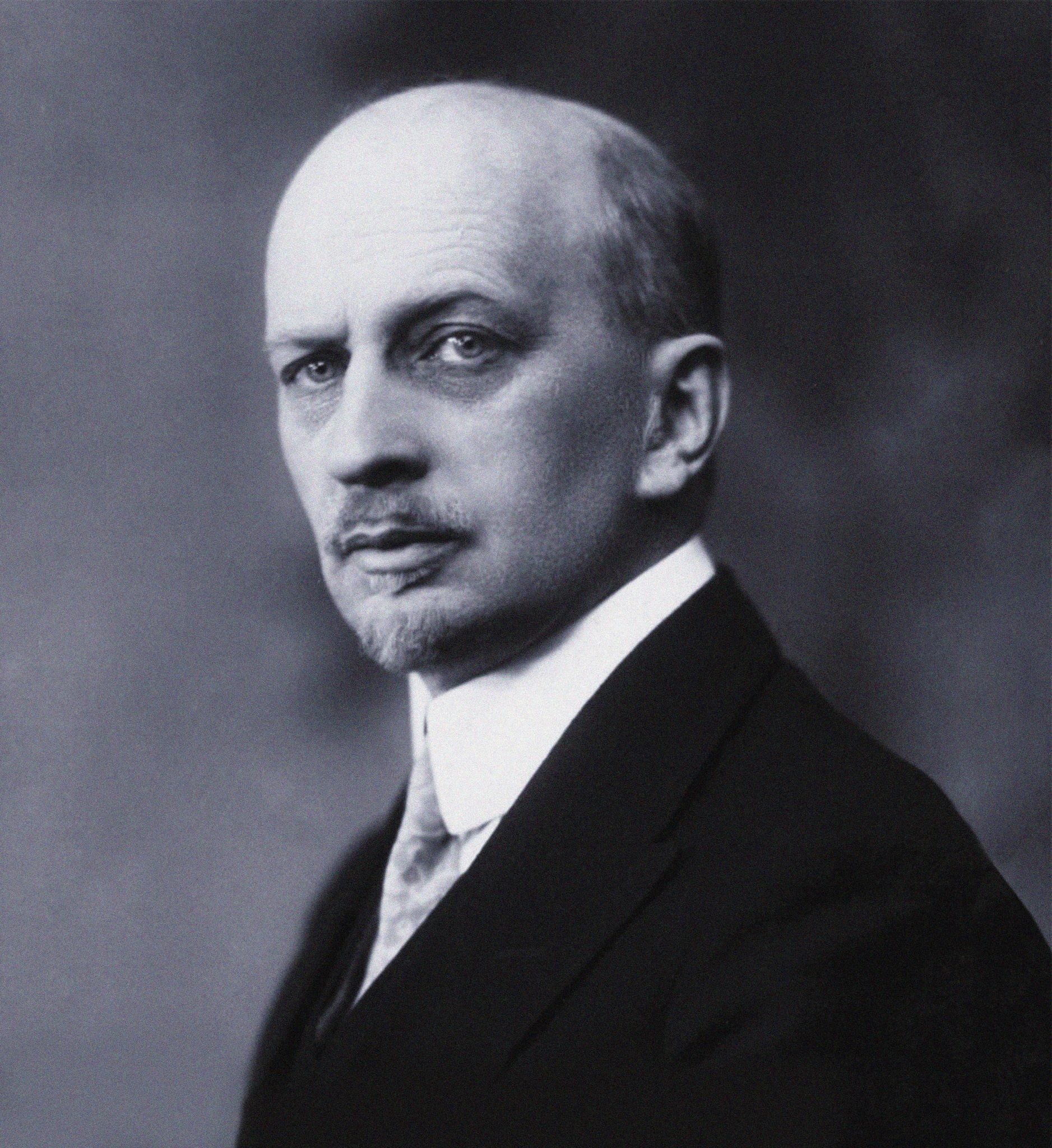
Філософ Іван Ільїн

Ільїн видав понад двадцять книг, більша частина з яких була написана в еміграції. У своїх роботах філософ виправдовував політичний тоталітаризм, заперечував верховенство закону та називав беззаконня «патріотичним актом». На його думку, фашизм є «викупним ексцесом патріотичного свавілля», а порятунок Росії від історичної боротьби зі злом або «безбожними агентами глобалізму» залежить від присутності диктатора. Ільїн розглядав Муссоліні та Гітлера як зразкових лідерів, які рятували Європу шляхом руйнування демократії. Стаття Ільїна від 1927 «Про російський фашизм» була адресована «Моїм білим братам, фашистам». Вже у 1940-х і 1950-х роках філософ накидав конституції фашистської Святої Русі, керованої «національним диктатором», який буде «натхненний духом тотальності». При цьому, як зазначає Ларуель, помилково перебільшувати міру впливу Ільїна на погляди Путіна, оскільки останній набагато частіше згадує «класичних» російських істориків та діячів, включаючи Миколу Карамзіна та Петра Столипіна. З 300 цитат про Росію, розміщених на стінах парку " Росія — моя історія " на території ВДНГ, лише 10 належать Ільїну.
Противники використання терміна «фашизм» стосовно російського режиму вказують на відсутність у ньому важливих для фашизму ідеологічних посилань. Наприклад, російський політолог Григорій Голосов зазначає, що багато дослідників, включаючи Снайдера, використовують термін для характеристики ідеології, а чи не політичної системи. Згідно з дослідником, у Росії відсутнє фундаментальне для фашизму переконання в тому, що реальність є продуктом волі видатних особистостей і керованих ними мас. Відповідно до політолога Роджера Ґріффіна, в основі мітології фашизму лежить ідея про те, що органічна культура має відродитися в новому порядку, який не може бути демократичним, тому що демократія за визначенням плюралістична. Тому фашисти прагнуть повністю зруйнувати стару систему та переробити суспільство. Проте російська ідеологія намагається створити новий порядок, а відтворити модифіковану версію Радянського Союзу і маніпулює атрибутами протодемократичної системи, але з відкидає їх. Такої ж думки дотримується і політолог Бенс Латковський, що вказує на те, що на відміну від фашизму, який був ідеологією модернізму, рашизм є контреволюційним і прагне деполітизації суспільства. У зв'язку з цим ряд дослідників, таких як Андрій Піонтковський і Борис Кагарлітський, вказали на властиві «путінському фашизму» риси постмодернізму.
На думку політолога та журналіста Марії Снігової, незважаючи на присутність у Росії всіх ознак, що нагадують фашизм, на 2017 рік у країні була відсутня мобілізація навколо міфу про національне переродження. 2021 року дослідниця пострадянського простору Марлен Ларюель випустила книгу Is Russia Fascist?, у якій простежила історію посилення режиму в Росії. До кінця своєї роботи вона дійшла висновку, що російський режим краще характеризується термінами «консервативний» та «неліберальний». З нею солідарний і професор Пенсільванського університету Мітчел Оренштайн. Андреас Умланд вважає революційний настрій та прагнення здійснення нових ідей ключовими для фашистської держави, чого немає в російському суспільстві. Старший науковий співробітник Університету Вітовта Великого Андрій Казакевич також нагадує, що фашизм та нацизм прагнули до створення нового суспільства та нової людини, протиставляючи себе європейському консерватизму. Історик Ульріх Герберт припускав, що термін «фашизм» щодо Росії покликаний викликати асоціації зі злом та ворогом, але масового народного руху, який підтримує вождя і цим відрізняє фашизм, у Росії немає.

### Порівняння з Гітлером
Дослідники відзначали аналогії між висловлюваннями та діями Путіна під час вторгнення в Україну та риторикою та діями Адольфа Гітлера перед та на початку Другої світової війни. Так, доктор економічних і політичних наук, колишній заступник міністра оборони США Дов Закгейм 24 лютого 2022 заявив, що бачить подібність між аргументацією Гітлера при окупації Чехословаччини в березні 1939 року і аргументацією Путіна. Те ж саме відзначив американський історик Бенджамін Натанс, додавши, що, як Гітлер був мотивований поразкою Німеччини в Першій світовій війні, так і Путін черпає мотивацію з відчуття національного приниження і гіркоти після поразки СРСР у холодній війні і втрати Росією значних територій, що входили в СРСР.
Американський історик Тімоті Снайдер відзначає подібність між запереченням Путіним існування української нації та уявленням Гітлера про українців як вроджено призначених для колонізації. Не відповідну дійсності риторику Путіна про «денацифікацію», якою той намагається виправдати вторгнення в Україну, Снайдер називає варіацією Великої брехні Гітлера — нацистської пропагандистської техніки, суть якої в тому, що якщо політичний лідер повторить колосальну брехню досить багато разів, то люди в кінцевому підсумку у неї повірять. Видання CNN зазначає, що Путін робить ті ж помилки, що прирекли на поразку нацистську Німеччину.